# Müller Ferenc (labdarúgó)
Müller Ferenc dr., (Budapest, 1901 – 1998. szeptember 16.) válogatott labdarúgó, fedezet.

## Pályafutása

### Klubcsapatban
1924 és 1927 között játszott a Ferencvárosban. Az 1925–26-os és 1926–27-es bajnokcsapat tagja volt. A Fradiban összesen 53 mérkőzésen szerepelt (28 bajnoki, 22 nemzetközi, 3 hazai díjmérkőzés). 1927-től a Budai 33 csapatában játszott.

### A válogatottban
1926-ban egy alkalommal szerepelt a válogatottban.

## Sikerei, díjai
- Magyar bajnokság
  - bajnok: 1925–26, 1926–27
  - 2.: 1924–25
- Magyar kupa
  - győztes: 1927

## Statisztika

### Mérkőzése a válogatottban
| Magyarország | Magyarország    | Magyarország              | Magyarország | Magyarország | Magyarország  | Magyarország | Magyarország | Magyarország |
| #            | Dátum           | Helyszín                  | Hazai        | Eredmény     | Vendég        | Kiírás       | Gólok        | Esemény      |
| ------------ | --------------- | ------------------------- | ------------ | ------------ | ------------- | ------------ | ------------ | ------------ |
| 1.           | 1926. június 6. | Budapest, Üllői úti pálya | Magyarország | 2 – 1        | Csehszlovákia | barátságos   | -            | 88'          |
|              | Összesen        |                           |              | 1            | mérkőzés      |              | 0            | gól          |